# Nina Coolman
Nina Coolman (Brugge, 25 januari 1991) is een Belgische volleybalster. Ze speelt als receptie-hoekaanvalster.

## Levensloop
Coolman begon haar carrière bij VKT Torhout. Later maakte ze de overstap naar Hermes Volley Oostende en vervolgens Asterix Kieldrecht. In 2013 ging ze aan de slag bij het Franse Saint-Cloud Paris Stade français. Voor het seizoen 2016-'17 keerde ze terug naar Oostende en vanaf 2020 kwam ze uit voor VC Oudegem.
Coolman debuteerde in 2011 in de Belgische nationale volleybalploeg. Daarmee won ze in 2013 een bronzen medaille op het Europees kampioenschap volleybal vrouwen 2013 en behaalde ze zilver in de Europese volleyballeague van dat jaar. Op de Europese Spelen 2015 in Bakoe eindigde ze met de nationale ploeg op de vijfde plaats. In 2019 werd ze verkozen tot speelster van het jaar.
Ook is ze actief in het beachvolleybal. In 2021 behaalde zij samen met Hanne Thys zilver op het Belgisch kampioenschap.
Haar broer Pieter is ook actief in het volleybal.